# مهدی‌آباد (طوس)
مهدی‌آباد روستایی در دهستان طوس بخش مرکزی شهرستان مشهد استان خراسان رضوی ایران است.

## جمعیت
بر پایه سرشماری عمومی نفوس و مسکن در سال ۱۳۹۵ جمعیت این روستا ۸۰۶ نفر (۲۳۲خانوار) بوده‌است.